# جيف داي
جيف داي (بالإنجليزية: Geoff Dey)‏ (11 يناير 1964 في المملكة المتحدة - ) هو لاعب كرة قدم بريطاني في مركز الوسط. لعب مع سكونثورب يونايتد وشيفيلد يونايتد ونادي ووستر سيتي.

## وصلات خارجية
- جيف داي على موقع الاتحاد الدولي (مؤرشف)  (الإنجليزية)